# تاكوم فوجيناما
تاكوم فوجيناما (باليابانية: 藤沼 拓夢) (مواليد 14 يونيو 1997)، هو لاعب كرة قدم كان يلعب كمهاجم.

## وصلات خارجية
- تاكوم فوجيناما على موقع رابطة كرة القدم اليابانية للمحترفين (اليابانية)
- تاكوم فوجيناما على موقع قاعدة بيانات كرة القدم.إي يو (الإنجليزية)
- تاكوم فوجيناما على موقع Soccerway.com (الإنجليزية)
- تاكوم فوجيناما على موقع عالم كرة القدم.نت (الإنجليزية)